# Epizeuxis diminduendis
Epizeuxis diminduendis är en fjärilsart som beskrevs av Barnes och Mcdunnough 1918. Epizeuxis diminduendis ingår i släktet Epizeuxis och familjen nattflyn. Inga underarter finns listade i Catalogue of Life.